# Ton Hulst
Antonie Klaas (Ton) Hulst, (Musselkanaal, 15 september 1939 - Groningen, 18 mei 1983), was een Nederlandse radiopresentator, journalist en uitgever.

## Biografie
Ton Hulst, groeide op in het Groningse Musselkanaal, als zoon van een gezin uit de hogere middenklasse. Na een problematische schooltijd ging hij in de leer als journalist. Hij werkte onder meer bij De Telegraaf, waar hij met een gouden handdruk werd weggestuurd, en bij de Provinciale Drentsche en Asser Courant. Daarna werd hij presentator van een wekelijkse radio-talkshow op de RONO, het huidige RTV Noord. In Een half uur Groningen sprak hij met regionale prominenten uit politiek en cultuur.
Na andermaal een arbeidsconflict vertrok Hulst bij de RONO. In de gemeente Slochteren begon hij daarop 't Bokkeblad, een huis-aan-huisblad met een journalistieke insteek. Het zou een belangrijk orgaan worden binnen de gemeenschap. Hulst voerde het bedrijf tot zijn plotselinge dood in 1983. Hij was toen 43 jaar.
Als schrijver heeft Hulst twee titels op zijn naam staan: een beknopte gids over het eiland Ameland, waarvan hij vergeefs probeerde burgemeester te worden, en het boek 'Tjerk Vermaning, steen des aanstoots'. In dat boek nam hij het op voor Tjerk Vermaning, een amateurarcheoloog die zich liet voorstaan op grootse vondsten, maar later door wetenschappers van de Rijksuniversiteit Groningen werd beschuldigd van vervalsing en fraude.
Hulst was de vader van schrijvers Auke Hulst en Hans Hulst en wetenschapper Ron Hulst. Schrijver en Indonesië-kenner Wiecher Hulst was zijn oudere broer.